# Villoncourt
Villoncourt là một xã ở tỉnh Vosges, vùng Grand Est, Pháp. Xã này có diện tích 6,4 km² dân số năm 1999 là 83 người. Xã này nằm ở khu vực có độ cao từ 314–262 m trên mực nước biển.

## Hành chính
| Danh sách các xã trưởng                |           |                  |                  |             |
| Giai đoạn                              | Giai đoạn | Tên              | Đảng             | Tư cách     |
| tháng 3 2001                           | 2014      | Jacques Huguenin | Droite nationale |             |
|                                        |           | Marcel Huguenin  |                  | (1922-2007) |
| Tất cả các dữ liệu trước đây không rõ. |           |                  |                  |             |

## Biến động dân số
| 1962                                         | 1968 | 1975 | 1982 | 1990 | 1999 |
| -------------------------------------------- | ---- | ---- | ---- | ---- | ---- |
| 79                                           | 84   | 83   | 83   | 88   | 83   |
| Số liệu từ năm 1962: Dân số không tính trùng |      |      |      |      |      |